# Plusiocalpe
Plusiocalpe är ett släkte av fjärilar. Plusiocalpe ingår i familjen trågspinnare.
Kladogram enligt Catalogue of Life:
| Plusiocalpe | \| \| Plusiocalpe atalanta \| \| \| \| \| \| Plusiocalpe micans \| \| \| \| \| \| Plusiocalpe pallida \| \| \| \| \| \| Plusiocalpe sericina \| \| \| \| |
|             | \| \| Plusiocalpe atalanta \| \| \| \| \| \| Plusiocalpe micans \| \| \| \| \| \| Plusiocalpe pallida \| \| \| \| \| \| Plusiocalpe sericina \| \| \| \| |
|             | Plusiocalpe atalanta |
|             | |
|             | Plusiocalpe micans |
|             | |
|             | Plusiocalpe pallida |
|             | |
|             | Plusiocalpe sericina |
|             | |